# Zagłębie Wałbrzych
Le Zagłębie Wałbrzych est un club de football polonais fondé en 1945 et basé à Wałbrzych. Il évolue actuellement en huitième division.

## Histoire
Le club est fondé en 1945, lorsque l'ancienne ville allemande de Waldenbourg devient polonaise, et se renomme Wałbrzych. Ses fondateurs sont des émigrés polonais venus de France et de Belgique, qui donnent au club le nom de Górnik Thorez, en référence au Français Maurice Thorez, dirigeant communiste français. En 1968, devant l'insistance de la population et des supporters, le nom Górnik Thorez est modifié en Zagłębie Wałbrzych.
La même année, le club accède pour la première fois de son histoire à la première division en s'étant classé premier de la deuxième division. Lors de sa première saison dans l'élite, le Zagłębie Wałbrzych atteint la dixième place, puis recule d'un rang l'année suivante. En 1971, sous l'impulsion notamment de son gardien international polonais Marian Szeja, qui participera d'ailleurs aux Jeux olympiques victorieux de 1972, le Zagłębie Wałbrzych se classe à la troisième place, qualificative pour la Coupe UEFA. Vainqueur du FK Teplice au premier tour (score de quatre à deux sur les deux matches), Wałbrzych est défait lors du second par l'UT Arad, club roumain.
Après deux autres années passées en première division, le club est relégué en 1974, s'étant classé à la dernière place, et ne connait plus le haut niveau.
Actuellement, le Zagłębie Wałbrzych évolue en Klasa A, huitième division du pays.

## Bilan sportif

### Palmarès
- Championnat de Pologne de D2 :
  - Champion (1) : 1968

### Parcours européen
Note : dans les résultats ci-dessous, le score du club est toujours donné en premier.
| Saison    | Compétition | Tour          | Club          | Domicile | Extérieur | Total |
| --------- | ----------- | ------------- | ------------- | -------- | --------- | ----- |
| 1971-1972 | Coupe UEFA  | Premier tour  | Union Teplice | 1 - 0    | 3 - 2     | 4 - 2 |
| 1971-1972 | Coupe UEFA  | Deuxième tour | UT Arad       | 1 - 1    | 1 - 2 ap  | 2 - 3 |